# ابن واصل
ابوعبدالله، محمد مازنی حَمَوی شهرت‌یافته به ابن واصل (۱۹ آوریل ۱۲۰۸ - ۱ اوت ۱۲۹۸) (نسب: محمد بن سالم بن نصرالله بن سالم بن واصل) محدث، فقیه و سیاستمدار مملوکی شامی در سدهٔ هفتم هجری بود که در ریاضیات، منطق، تاریخ و نورشناسی آثاری نگاشت و به ادیب و شعر نیز روی آورد.

## آثار
- نخبة الفکر: رساله‌ای پس از بازگشت از سیسیل به نام پادشاه مانفرید دربارهٔ منطق نگاشت.
- هدایة الألباب: در علم منطق.
- مختصر الأربعین: در علم حدیث.
- مفرّج الکُروب فی اخبار بنی‌أیوب
- مختصر مجسطی
- مختصر المفردات لابن البیطار